# Turovec
Turovec település Csehországban, a Tábori járásban. Turovec Košice, Dlouhá Lhota, Tábor, Sezimovo Ústí, Radenín, Nová Ves u Chýnova és Planá nad Lužnicí településekkel határos. Lakosainak száma 288 fő (2024. január 1.).

## Népesség
A település lakosságának változását az alábbi diagram mutatja:
| Lakosok száma | 305  | 314  | 285  | 208  | 209  | 244  | 265  | 275  | 265  | 288  |
|               | 1869 | 1900 | 1921 | 1961 | 1980 | 2011 | 2016 | 2019 | 2021 | 2024 |